# Camillo De Nardis
Camillo de Nardis (Orsogna, 26 mei 1857 – Napels, 5 augustus 1951) was een Italiaans componist, muziekpedagoog, dirigent en fluitist.

## Levensloop
De Nardis studeerde vanaf 1869 dwarsfluit, harmonie en compositie aan het Conservatorio di San Pietro a Majella di Napoli in Napels en is aldaar afgestudeerd in 1879. Aan zijn Alma Mater het Conservatorio di San Pietro a Majella di Napoli doceerde hij muziek van 1882 tot 1884 en aan het Conservatorio di Musica "Vincenzo Bellini" di Palermo te Palermo van 1892 tot 1897. Verder was hij opnieuw docent van 1907 tot 1922 aan het Conservatorio di San Pietro a Majella di Napoli en werd vervolgens adjunct-directeur als opvolger van Paolo Serrao tot 1929. Tot zijn leerlingen behoorden onder anderen Franco Alfano, Giovanni Orsomando, Giovanni Pennacchio en Antonino Votto.
Hij is verder bekend als auteur van een publicatie over harmonieleer welke in 1921 door de muziekuitgeverij Ricordi in Milaan werd uitgegeven.
Als componist schreef hij kerkmuziek, kamermuziek en werken voor orkest en banda (harmonieorkest). Vanzelfsprekend schreef hij als Italiaanse componist ook werken voor het muziektheater (opera en toneel).

## Trivia
In Napels (stad) is een straat naar hem benoemd, de "Via Camillo de Nardis" en in zijn geboortestad Orsogna draagt het theater zijn naam: Teatro "Camillo De Nardis".

## Composities

### Werken voor orkest
- 1919 Scene Abruzzesi - suite nr. 2, voor orkest
  1. Processione notturna del Venerdì Santo
  2. San Clemente a Casauria
  3. Serenata agli sposi
  4. Festa tragica
- Scene Abruzzesi - suite nr. 1, voor orkest
- Sinfonia in La (A majeur)

### Werken voor harmonieorkest
- Il Giudizio Universale (Dag des oordeels), symfonisch gedicht voor banda (harmonieorkest)[1][2]
- Le Scene Abruzzesi - suite nr. 1, voor harmonieorkest[3][4]

### Oratoria
- 1884 I Turchi a Ortona, oratorium - première: mei 1884, kathedraal van Ortona

### Muziektheater

#### Opera's
| Voltooid in | titel                     | aktes | première                                             | libretto |
| ----------- | ------------------------- | ----- | ---------------------------------------------------- | -------- |
| 1874        | Una notte fortunata       |       | juli 1874, Napels, theater van het conservatorium    |          |
| 1877        | Arabella, opera semiseria |       |                                                      |          |
| 1880        | Camoëns e Ildegonda       |       |                                                      |          |
| 1890        | Un bacio alla regina      |       | 18 juni 1890, Napels, theater van het conservatorium |          |
| 1898        | Stella                    |       | 23 mei 1898, Chieti, Teatro Marrucino                |          |

#### Operette
| Voltooid in | titel           | aktes | première | libretto |
| ----------- | --------------- | ----- | -------- | -------- |
| 1879        | Un bagno freddo |       |          |          |
| 1880-1881   | Bi-Ba-Bu        |       |          |          |

### Kamermuziek
- 1875 Preludio Religioso a solo quartetto a corda sopra motivi dello Stabat Mater di Traetta, voor strijkkwartet en contrabas
- 1885 Preludio allo Stabat Mater del celebre M° Pergolesi, voor viool en piano

### Werken voor piano
- 1922 3a serenata abruzzese, op. 123
- 1922 4a canzonetta abruzzese, op. 124

## Publicaties
- Corso Teorico-Pratico di Armonia ad uso delle scuole complementari

## Media
1. ↑  Il Giudizio Universale (Dag des oordeels) door "Hastings College Symphonic Band" o.l.v. Daniel Laing. Gearchiveerd op 20 februari 2017.
2. ↑  Il Giudizio Universale (Dag des oordeels) (gearchiveerd)
3. ↑  Le Scene Abruzzesi - suite nr. 1 (1/2) door "Orchestra di Fiati Città di Soncino" o.l.v. Luca Valenti. Gearchiveerd op 30 oktober 2017.
4. ↑  Le Scene Abruzzesi - suite nr. 1 (2/2) door "Orchestra di Fiati Città di Soncino" o.l.v. Luca Valenti. Gearchiveerd op 9 juni 2023.

- Biblioteca Nacional de España: XX5307242
- Gemeinsame Normdatei: 129492841
- International Standard Name Identifier: 0000 0000 4213 8690
- Library of Congress Control Number: no99080815
- MusicBrainz: cd31ed88-3399-47c4-8245-c4efb2e3c5e9
- Nederlandse Thesaurus van Auteursnamen: 171908457
- Istituto Centrale per il Catalogo Unico: SBLV066395
- Virtual International Authority File: 72473469
- WorldCat: E39PBJcGkmbJhYdxKHcHVJwpyd